# Севезо
Се́везо (итал. Seveso, местн. Séves, Scéves) — город и коммуна в Италии, в провинции Монца-э-Брианца области Ломбардия.
Население составляет 22 877 человек (2010 г.), плотность населения — 3091,49 чел./км². Занимает площадь 7,4 км². Почтовый индекс — 20030. Телефонный код — 0362.
Покровителями коммуны почитаются святые Гервасий и Протасий, празднование 19 июня.

## Техногенная авария
10 июля 1976 года произошла техногенная авария на заводе Icmesa швейцарской фирмы Hoffmann-La Roche. В результате аварии в атмосферу вырвалось смертоносное облако диоксина. Облако повисло над промышленным пригородом, а затем яд стал оседать на дома и сады.
Завод продолжал работу в течение недели после трагического происшествия вплоть до того момента пока не было установлено о серьёзном нарушении в окружающей среде и появились первые симптомы заражения у людей — начались приступы тошноты, ослабло зрение, развивалась болезнь глаз, при которой очертания предметов казались расплывчатыми и зыбкими. В регионе до этого не было массовых случаев заболевания раком, но после аварии практически каждому второму местному жителю ставили этот страшный диагноз.
Пять сотрудников химического завода были наказаны и приговорены к лишению свободы в первой инстанции, которые находятся на апелляции, однако, отпущены на испытательный срок.
С 1981 по 1983 Icmesa и её родительские компании выплатили более 20 миллиардов лир компенсации пострадавшим семьям, дальнейшее разбирательство ещё не завершено. Многие годы после катастрофы Севезо был городом-призраком. До катастрофы в Севезо было 17 тысяч жителей.